# ملادن بارتولوویچ
ملادن بارتولوویچ (کرواتی: Mladen Bartulović؛ زادهٔ ۵ اکتبر ۱۹۸۶) بازیکن فوتبال اهل کرواسی است.
از باشگاه‌هایی که در آن بازی کرده‌است می‌توان به باشگاه فوتبال دنیپرو، باشگاه فوتبال فورسکلا پولتاوا، باشگاه فوتبال کارپاتی لویو، باشگاه فوتبال کریفباس کریفیی ریه، باشگاه فوتبال هایدوک اسپلیت، و باشگاه فوتبال آرسنال کی‌یف اشاره کرد.
وی همچنین در تیم‌های ملی فوتبال زیر ۲۱ سال کرواسی و کرواسی بازی کرده‌است.